# Toéghin
Toéghin  là một tổng của tỉnh Kourwéogo ở miền trung  Burkina Faso. Thủ phủ của tổng này là thị xã Toéghin. Theo điều tra dân số năm 1996, tổng này có dân số 17.276 người.

## Các thị xã và các làng
- Thị xã Toéghin	(3 958 dân) (thủ phủ)
- Bendogo	(924 dân)
- Doanghin	(689 dân)
- Douré	(718 dân)
- Gogsé	(538 dân)
- Gourpila	(1 469 dân)
- Imkouka	(608 dân)
- Kangré	(364 dân)
- Listenga	(738 dân)
- Moetenga	(871 dân)
- Nahartenga	(1 591 dân)
- Sandogo	(596 dân)
- Sotenga	(583 dân)
- Tanghin	(672 dân)
- Toussougtenga	(497 dân)
- Youbga	(359 dân)
- Zeguedeghin	(1 462 dân)
- Zipelin	(639 dân)